# Ask.com

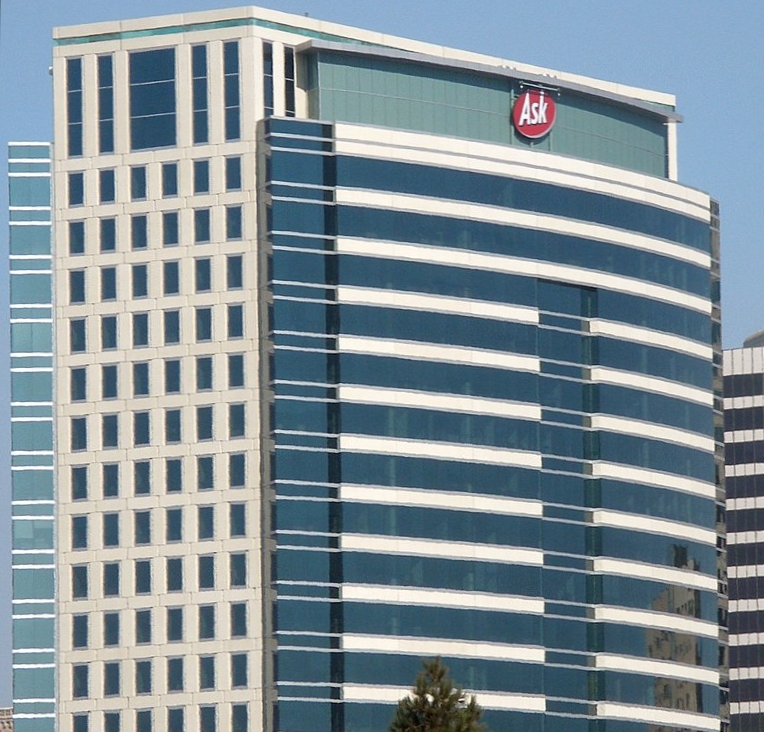
Ask.com-Zentrale in Oakland, Kalifornien.

Ask.com ist ein Internetportal, das ursprünglich als Suchmaschine funktionierte, inzwischen aber nur noch Antworten aus einem festen Frage-Antwort-Reservoir generiert. 

## Geschichte
Ask.com wurde 1996 von  Garrett Gruener und David Warthen in Berkeley, Kalifornien gegründet und hieß anfangs (bis Februar 2006) Ask Jeeves. Dies sollte auf die Idee der Firma hinweisen, Suchergebnisse über die Eingabe von Fragen in ganzen Sätzen zu erhalten. Die Suchergebnisse von Ask basierten auf der algorithmischen Suchtechnologie Teoma, die an der Rutgers University in New Jersey entwickelt wurde.
Im März 2004 übernahm Ask.com die Firma Excite. Douglas Leeds wurde 2010 zum CEO von Ask.com ernannt. Unter seiner Führung kehrte die Website zu ihrer ursprünglichen Form als Frage-und-Antwort-Service (Q&A) zurück und gab ihre Technologie zur Standard-Internetsuche auf. Kritik zog Ask.com durch seine offensive Art auf sich, ohne explizite Zustimmung des Anwenders – und damit in vielerorts gesetzeswidriger Weise – eine Suchleiste in den Kopf des Internet-Browsers in Form der Ask-Toolbar zu installieren, die sich nur mit besonderem Aufwand wieder entfernen lässt.

## Verbreitung
Ask.com gehörte zu Barry Dillers InterActiveCorp (IAC) und ist in den USA die viertgrößte Suchmaschine nach Google, Yahoo und Bing. Ask.com hat nach Angaben der Website Alexa.com derzeit Rang 47 der weltweit am meisten besuchten Websites inne (Stand September 2012). In den USA liegt Ask.com auf Rang 22.
Seit dem 25. Januar 2006 stand unter Ask.de auch eine deutsche (Beta-)Version der Suchmaschine zur Verfügung. Nach einem Bericht des Marktforschungsunternehmens Nielsen Netratings war Ask.de im ersten Quartal 2009 in Deutschland die zweithäufigstgenutzte Suchmaschine. Die Domain wird mittlerweile nicht mehr genutzt.

## Ask-Plug-ins
Seit Ende 2007 wurde ein Internet-Explorer-Aufsatz angeboten, der eine anonymisierte Suchfunktion bereitstellt und keine Daten über das Suchverhalten des Nutzers speichert. 2008 übernahm IAC die Lexico Publishing Group LLC mit deren Webseiten Dictionary.com (Wörterbuch), Thesaurus.com (Roget’s new Millennium Thesaurus of English Words and Phrases) und Reference.com (Lexikon) sowie der freien Software CleverKeys zur Suche in den Seiten.
Ebenfalls im Angebot ist die Ask-Toolbar, eine Browser-Erweiterung, die eine Internetsuche von beliebigen Internetseiten aus ermöglicht und personalisierte Suchen speichern lässt.
Seit Ende 2010 gibt es auch eine Q&A-App von Ask.com für iPhones.

## Kritik
Kritik besteht an der Ask-Toolbar, welche oft als Schadprogramm (englisch Malware) und Crapware eingestuft wird. Die Browser-Erweiterung fügt sich so tief in das System ein, dass eine normale Deinstallation behindert werden kann. In manchen Fällen ist die Entfernung nur mit speziellen Software-Tools möglich, oder durch eine Systemwiederherstellung.
Die Ask-Toolbar war Bestandteil der Standardinstallation diverser Programme, darunter Java, die im Java-Installer explizit abgewählt werden musste.